# Fatix Ämirxan
 (mars 2020).
Si vous disposez d'ouvrages ou d'articles de référence ou si vous connaissez des sites web de qualité traitant du thème abordé ici, merci de compléter l'article en donnant les références utiles à sa vérifiabilité et en les liant à la section « Notes et références ».
Ämirxanov Möxämmätfatix Zarif ulı ou Fatix Ämirxan [transcription arabe du tatar:فاتح امئرخان; cyrillique:Әмирхан(ов) Фатих (Мөхәммәтфатих) Зариф улы; (1er janvier 1886-9 mars 1926) était un éditeur et écrivain  russe-tatar.

## Biographie
Ämirxan naît en 1886 à Kazan en Russie impériale. Son père est mollah et est le fondateur du médersa Ämirxaniä.
Ämirxan étudie à l'important médersa de Möxämmädiä à Kazan et, entre 1906 et 1907, il s'installe à Moscou et à Saint-Pétersbourg, où il écrit des publications pour les enfants. Puis il rentre à Kazan, et est l'éditeur de Äl-İslax (La rénovation), Qoyaş (Le soleil), Yoldız (L'étoile), İdel (Volga), Yalt-yolt (L'illumination) et Añ (La conscience ).
Ses œuvres parlent des problèmes de la société tartare de son époque et critiquent le dogmatisme et fanatisme des bolcheviks.
Il meurt de tuberculose en 1926.

## Œuvres
Contes
- 1909 : Fätxulla hazrat (Fätxulla xäzrät)
- 1911 : Xäyät

Essais
- 1913 : Yäşlär
- 1915 : Tigezsezlär

Romans
- 1912 : Urtalıqta
- 1926 : Uncle Şäfiğulla